# こども環境学会
公益社団法人こども環境学会（こどもかんきょうがっかい、英名 Association for Children’s Environment）は、こども達が明るい地球の未来を築いていけるように、様々な学問分野が連携して、「こどものための環境づくり」をめざして2004年に設立（公益社団法人化は2011年）された学会。
事務局を東京都港区東麻布3-4-7に置いている。

## 意義・目的
「こどもの環境」に係る総合的な学術研究、「こどもの環境」の問題についての啓発、「こどもの環境」について総合的な施策の推進、「こどもの環境」国際ネットワークの構築。
- 「こどもの環境」に関して、学術的な根拠に基づく施策提案が必要とされている。
- 「こどもの環境」の変化がこどもに及ぼす影響等について、学術的な調査を行い、環境に対する評価を行う必要がある。
- 家庭、教育、福祉、保健、医療など、こどもを取り巻く現場にいる人々に対して、学術的な拠り所となる考え方や指針が求められている。
- 「こどもの環境」に関して、学術的な根拠に基づく施策提案が必要とされている。
- 先駆的に取り組んできた欧米諸国との情報交換や人材交流を通して、「こどもの環境」に関わる国際的な学術ネットワークを構築する必要がある。